# 不動産特定共同事業法
不動産特定共同事業法（ふどうさんとくていきょうどうじぎょうほう、平成6年6月29日法律第77号）は、複数の投資家が出資を行い共同事業として不動産を取引・運用し収益を分配する「不動産特定共同事業」に関する日本の法律である。
1994年（平成6年）6月22日に成立し、同年6月29日に施行された。

## 背景
1980年代にはバブルの影響による地価の高騰をうけ、節税対策として不動産を小口化した商品などが現れた。1988年、不動産業界主導による共同投資と小口化を推進すべく建設省と不動産業界6社が「不動産証券化研究会」を発足した。1990年には、共同投資事業の調査研究のために「不動産シンジケーション協議会」が設立された（不動産証券化協会の前身）。この協議会は不動産への共同投資に関する法整備を政府に求めた。1995年、これらの活動をうけ「不動産特定共同事業法」が成立した。

## 概要
不動産特定共同事業を行う事業者に一定の条件を求める許可制とし、不動産の適正かつ合理的な利用を定めている。不動産特定共同事業のうち、事業契約に基づく収益・利益の分配を行なうことを目的とする特別目的会社が行い倒産隔離されたものを「特例事業」と呼ぶ。
不動産特定共同事業者は4種に分類される。
- 第1号事業者:不動産業などを行う事業者が不動産売買や賃貸を行い得た利益を出資金に応じて分配する。条件として資本金1億円が求められる。
- 第2号事業者:出資者と第1号事業者の契約締結の代理・媒介を行う。条件として資本金1000万円が求められる。
- 第3号事業者:特例事業者が不動産取引を委託する事業者。条件として資本金5000万円が求められる。
- 第4号事業者:出資者（特例投資家）と特例事業者の契約締結の代理・媒介を行う。条件として資本金1000万円が求められる。

また、投資家一人あたりの出資額100万円、総額1億円を超えないものは「小規模不動産特定共同事業」と呼ばれ、この事業者は「小規模不動産特定共同事業者」と分類される。
小規模不動産特定共同事業者については許可制ではなく登録制であり、小規模第1号事業者、小規模第2号事業者共に出資金1000万円の条件が求められる。